# Ramiro Civita
Ramiro Civita (Buenos Aires, 16 dicembre 1966) è un direttore della fotografia argentino.

## Biografia
Attivo dai primi anni novanta, collabora nel suo primo lungometraggio, Picado fino del 1996, con il regista Esteban Sapir. Dagli inizi del duemila la sua attività si concentra anche con autori italiani.

## Filmografia
- Buenos Aires Vice Versa, regia di Alejandro Agresti (1996)
- Garage Olimpo, regia di Marco Bechis (1999)
- Aspettando il Messia (Esperando al Mesías), regia di Daniel Burman (2000)
- Tornando a casa, regia di Vincenzo Marra (2001)
- Todas las azafatas van al cielo, regia di Daniel Burman (2002)
- ¿Sabés nadar?, regia di Diego Kaplan (2002)
- El abrazo partido - L'abbraccio perduto (El abrazo partido), regia di Daniel Burman (2004)
- Princesas, regia di Fernando León de Aranoa (2005)
- Derecho de familia, regia di Daniel Burman (2006)
- Giorni e nuvole, regia di Silvio Soldini (2007)
- La ragazza del lago, regia di Andrea Molaioli (2007)
- Cosa voglio di più, regia di Silvio Soldini (2010)
- Il comandante e la cicogna, regia di Silvio Soldini (2012)
- Bota Café, regia di Iris Elezi e Thomas Logoreci (2014)
- I calcianti, regia di Stefano Lorenzi (2015)
- Chi m'ha visto, regia di Alessandro Pondi (2017)
- L'uomo che comprò la Luna, regia di Paolo Zucca (2018)
- Profeti, regia di Alessio Cremonini (2023)
- Stranizza d'amuri, regia di Giuseppe Fiorello (2023)
- Una commedia pericolosa, regia di Alessandro Pondi (2023)

## Premi e riconoscimenti

### David di Donatello
- 2008 - Migliore fotografia per La ragazza del lago

### Nastro d'argento
- 2008 - Candidato a migliore fotografia per La ragazza del lago

### Globo d'oro
- 2008 - Candidato a migliore fotografia per La ragazza del lago

### Festival internazionale del cinema di San Sebastián
- 2016 - Migliore fotografia per El invierno